# Голубков, Илья Васильевич
Илья Васильевич Голубков (26 июля 1924 — 12 сентября 1998) — передовик советского сельского хозяйства, бригадир совхоза «Боровой» Брединского района Челябинской области, Герой Социалистического Труда (1966).

## Биография
Родился в 1924 году в селе Никольское (ныне — Октябрьский район Челябинской области) в Оренбургской губернии в крестьянской семье. Русский. Из многодетной семьи, в которой воспитывалось пять детей. Рано остался без отца и после окончания 7 класса начал трудиться помогая семье.
Участник Великой Отечественной войны. В августе 1942 года призван в Красную Армию. Служил в формирующейся воздушно-десантной бригаде в тылу. На фронте с февраля 1945 года. Воевал командиром отделения 345-го гвардейского стрелкового полка 105-й гвардейской стрелковой дивизии 9-й гвардейской армии 3-го Украинского фронта. Участвовал в Венской, Грацко-Амштетенской и Пражской наступательной операциях. Был ранен. Воевал героически: за сутки, 19 апреля 1945 года, на безымянной высотке в Австрии его отделение отбило две немецкие контратаки, уничтожив при этом 24 солдата противника.
После войны два года служил в Красной Армии. Демобилизовался младшим сержантом в 1947 году.
Вернулся на Родину. Стал работать механизатором на Никольской машинно-тракторной станции Октябрьского района Челябинской области. В 1959 году переехал работать в совхоз «Боровой» Брединского района Челябинской области, где стал работать комбайнёром. Окончил курсы повышения квалификации и назначен бригадиром 1-го отделения совхоза, затем управляющим этим отделением. Его отделение постоянно добивалось высоких урожаев.
В 1965 году средняя выработка на каждый трактор составила более 500 гектаров мягкой пахоты, а в 1966 году урожайность зерновых составила 17,4 центнера с гектара.
Указом Президиума Верховного Совета СССР от 23 июня 1966 года за успехи, достигнутые в увеличении производства и заготовок пшеницы, ржи, гречихи, риса, других зерновых и кормовых культур и высокопроизводительном использовании техники Илье Васильевичу Голубкову было присвоено звание Героя Социалистического Труда с вручением ордена Ленина и медали «Серп и Молот».
После получения высокой награды на протяжении последующих десяти лет трудился в совхозе. С 1977 год проживал в городе Челябинске, трудился на Челябинском автоматно-механическом заводе. В середине 1980-х годов вышел на заслуженный отдых.
Умер 12 сентября 1998 года. Похоронен в Челябинске.

## Награды
За трудовые и боевые успехи был удостоен:
- золотая звезда «Серп и Молот» (23.06.1966)
- орден Ленина (23.06.1966)
- Орден Отечественной войны I степени (11.03.1985)
- медаль За отвагу (09.07.1945)
- другие медали.